# ایور گای
ایور گای (انگلیسی: Ivor Guy; ۲۷ فوریهٔ ۱۹۲۶ – ۹ ژانویهٔ ۱۹۸۶) بازیکن فوتبال اهل بریتانیا بود.
از باشگاه‌هایی که در آن بازی کرده‌است می‌توان به باشگاه فوتبال بریستول سیتی و باشگاه فوتبال بث سیتی اشاره کرد.